# Jaime Grant
Jaime Grant Trigueros (San José; 29 de marzo de 1947) es un exfutbolista costarricense que jugaba como delantero.

## Trayectoria
Estuvo en todas las categorías inferiores del Deportivo Saprissa, hasta debutar en el equipo principal en 1965. La Primera División de esa temporada la ganó y en la Copa de Campeones de la Concacaf del mismo año, anotó un gol olímpico a la Unión Española de Panamá y llegó a la final, pero nunca se supo a su rival y por ende, el torneo se declaró nulo.
Obtuvo el tricampeonato de 1967, 1968, 1969 y un bicampeonato en 1972 y 1973, estos últimos años también consiguió la Copa Fraternidad Centroamericana. Pasó con el máximo rival del Saprissa, la LD Alajuelense por 25,000 colones, donde estuvo a mediados de 1976, ya que el Municipal Puntarenas lo contrató para disputar la fase final de la Segunda División, lograron ascender y en 1978 obtuvo el subcampeonato tras perder la final ante Herediano.
Se retiró al finalizar la campaña de 1982, perdiendo la final ante su primer club, el Saprissa por 1-0 global. En total, hizo 377 partidos en la máxima división de su país y 53 veces movió las redes.

## Selección nacional
Fue seis veces internacional con la selección de Costa Rica y su debut no oficial lo hizo el 23 de febrero de 1968, en una derrota ante el Irapuato de México por 2 a 0. Fue llamado al Preolímpico de Concacaf de 1968, donde quedó eliminado de los Juegos Olímpicos de 1968 ante Guatemala por un lanzamiento de moneda, ya que empató en el global por 3-3.
Más tarde fue convocado al Campeonato de Naciones de la Concacaf de 1969, anotando sus únicos goles, que fueron frente a Antillas Neerlandesas y México en las victorias de 2-1 y 2-0 respectivamente. Lograría el segundo título de su país en el torneo.

### Participaciones en Campeonatos Concacaf
| Copa                                          | Sede       | Resultado | Part. | Goles |
| --------------------------------------------- | ---------- | --------- | ----- | ----- |
| Campeonato de Naciones de la Concacaf de 1969 | Costa Rica | Campeón   | 5     | 2     |

## Clubes
| Club                 | País       | Año       |
| -------------------- | ---------- | --------- |
| Saprissa             | Costa Rica | 1965-1974 |
| Alajuelense          | Costa Rica | 1974-1976 |
| Municipal Puntarenas | Costa Rica | 1976-1982 |

## Palmarés

### Títulos nacionales
| Título           | Equipo               | País       | Año  |
| ---------------- | -------------------- | ---------- | ---- |
| Primera División | Saprissa             | Costa Rica | 1965 |
| Primera División | Saprissa             | Costa Rica | 1967 |
| Primera División | Saprissa             | Costa Rica | 1968 |
| Primera División | Saprissa             | Costa Rica | 1969 |
| Torneo de Copa   | Saprissa             | Costa Rica | 1970 |
| Primera División | Saprissa             | Costa Rica | 1972 |
| Torneo de Copa   | Saprissa             | Costa Rica | 1972 |
| Primera División | Saprissa             | Costa Rica | 1973 |
| Segunda División | Municipal Puntarenas | Costa Rica | 1976 |

### Títulos internacionales
| Título                                | Equipo (*) | Sede     | Año  |
| ------------------------------------- | ---------- | -------- | ---- |
| Campeonato de Naciones de la Concacaf | Costa Rica | San José | 1969 |
| Copa Fraternidad Centroamericana      | Saprissa   | San José | 1972 |
| Copa Fraternidad Centroamericana      | Saprissa   | San José | 1973 |

(*) Incluyendo la selección.

### Distinciones individuales
| Distinción                                              | Año  |
| ------------------------------------------------------- | ---- |
| Mejor jugador del Campeonato de Naciones de la Concacaf | 1969 |